# Джесіка Яшек
Джесіка Яшек (пол. Dżesika Jaszek; нар. 4 квітня 1996, Ципшанув, Польща) — польська футболістка, нападниця «Чарні» (Сосновець) та національної збірної Польщі. Чемпіонка Польщі у складі «Унії» (Ратибор) у сезонах 2011/2012 та 2012/2013 років. У 2013 році стала переможницею дівочого чемпіонату Європи (WU-17) у складі збірної Польщі.

## Клубна кар'єра
Футболом розпочала займатися в команді ЛКС (Ципшанув). Після трьох років гри з цією командою перейшла до резервної команди «Унії» (Ратибор). Рік по тому її віддали в оренду в ЛКС (Ганув), а потім — у «Чарні» (Сосновець). На початку 2012 року повернулася до «Унії» (Ратибор), де потрапила до першої команди. У сезоні 2011/12 та 2012/13 років виграла з командою чемпіонат Польщі. У сезоні 2011/12 років разом з «Унією» також виграла Кубок Польщі. У січні 2014 року в результаті розпаду «Унії» (Ратибор) через фінансові проблеми переведений в «Гурник» (Лечна).
У сезоні 2017/18 вона допомогла «Гурнику» (Лечна) здобути свій перший титул чемпіона Польщі (за три тури до завершення турніру, коли «Гурник» переміг АСЗ ПВСЗ Вальбжиг з рахунком 2:1 вдома у 24 турі) та Кубок Польщі, де у фіналі гравці з Лечни перемогли з «Чарні» (Сосновець) з рахунком 3:1, а сама Яшек відзначилася голом і стала MVP матчу. 
Починаючи з сезону 2018/19 року захищав кольори «Чарні» (Сосновець), з яким підписала дворічний контракт.

## Кар'єра в збірній
На дівочому чемпіонаті Європи (WU-17), що проходив у червні 2013 року, футболіст здобув золоті медалі у складі дівочої збірної Польщі (WU-17).
У лютому 2018 року вона отримала свій перший виклик до національної команди, замінивши Агату Тарчинську, яка була змушена відмовитися від участі в жіночому Кубку Голд Сіті через повторну травму ахіллового сухожилля. Дебютувала Джесіка 28 лютого в першому матчі проти Йорданії. Полячки перемогли з рахунком 2:0, а Джесіка, щоб проявити себе, отримала від тренера весь другий тайм.

## Досягнення

### Клубні
- Екстракляса
  -  Чемпіон (3): 2011/12, 2012/13, 2017/18
  -  Срібний призер (3): 2013/14, 2015/16, 2016/17
  -  Бронзовий призер (1): 2014/15

- Кубок Польщі
  -  Володар (2): 2011/12, 2017/18
  -  Фіналіст (4): 2012/13, 2014/15, 2015/16, 2016/17

### У збірній
- Дівочий чемпіонат Європи
  -  Чемпіон (1): 2013